# Autonomní učení
Autonomní učení je metoda učení, která klade důraz na samostatnost a nezávislost studentů. V současné době představuje významný princip ve vzdělávacím procesu. I přes to, že autonomní učení zdůrazňuje samostatnost studentů, není synonymem pro učení bez přítomnosti vyučujícího. Vyučující mají naopak při autonomním učení zásadní roli, např. poskytují podporu, pomoc a zpětnou vazbu studentům. 

## Role učitele v autonomním učení
Realizace principů autonomního učení vyžaduje změnu v přístupu učitele k výuce a změnu jeho role ve vzdělávacím procesu. Učitel již není jediným faktorem určujícím obsah a metody, ale přebírá roli moderátora a partnera studentů.  V autonomním učení si studenti sami stanovují cíle, volí učební materiály, určují aktivity a hodnotí svůj vlastní pokrok. Učitelé organizují různé druhy aktivit a her, které jsou vhodné, účinné a příslušné pro výuku v učebně a které nejlépe splňují potřeby a očekávání studentů. Kromě toho učitelé věří studentům, respektují je a vytváří vhodné diskuzní a spolupracující prostředí.

## Výhody autonomního učení
Výzkumy v oblasti pedagogiky a psychologie ukazují, že autonomní učení výrazně zefektivňuje samotný proces učení, což se projevuje například zvýšením motivace a lepším zapamatováním informací. Autonomní učení dává studentům příležitost aktivně se zapojit do učení a zdůrazňuje význam úsilí a opakování. Zároveň se zaměřuje se na individuální učební styly studentů. Autonomní učení učí studenty převzít kontrolu nad svým vlastním učením a to i mimo školu. Studenti v autonomním učení dosahují vysoké míry kreativity a nezávislosti, což poskytuje pevné základy pro celoživotní vzdělávání. 